# Sialang Bungkuk
Sialang Bungkuk is een bestuurslaag in het regentschap Pelalawan van de provincie Riau, Indonesië. Sialang Bungkuk telt 982 inwoners (volkstelling 2010).